# Julián Plana Pujol
Julián Plana Pujol (Lérida, 7 de enero de 1935) es un periodista científico español y profesor universitario con una amplia carrera profesional como ejecutivo en el sector de la publicidad y el financiero. Especializado en Sistémica y Creatividad social, ha sido docente en la Facultad de Ciencias de la Información (Universidad Complutense) y en la  Escuela Técnica Superior de Ingeniería Industrial de Madrid

## Biografía
Nació en Lérida el 7 de enero de 1935. Estudió en Barcelona y terminó  el último curso de Periodismo en Madrid, donde se desenvolvió académica y profesionalmente. Tras el fallecimiento de su padre, ejerció de cabeza de familia respecto a sus dos hermanos menores Juan Ramón y José Plana, que siguieron su senda en el mundo empresarial y del periodismo.  
Periodista por la antigua Escuela Oficial de Periodismo (graduado en 1957) convalidó su título de licenciatura en 1994 en la Facultad de Ciencias de la Información de la Universidad Complutense de Madrid (UCM) y realizó los cursos de Doctorado entre 1999 y 2001. 
Tras su graduación en la Escuela Oficial de Periodismo, en 1957 inició su vida laboral como Director Creativo de Panamericana de Publicidad, S.L. En 1959 ingresó en Prensa Española, S.A. como Director de Relaciones Públicas de la revista “Blanco y Negro”. Ello supuso la presentación semanal de cada número de la revista en Televisión Española (TVE), así como una entrevista radiofónica del propio Plana con el personaje de actualidad de aquella semana.
En 1960 inició su labor académica. Fue profesor  en la Escuela de Publicidad del Centro Español de Nuevas Profesiones con las materias Introducción a la Publicidad y las Relaciones Públicas y Publicidad en Prensa.
También en 1960 fue elegido  vicepresidente y director de Cursos del Club de Dirigentes de Marketing de Madrid, y fue fundador de la revista Selecciones de Marketing.
En 1963 pasó a ejercer en el Grupo Loewe como director de Relaciones Públicas. A partir de 1964 comenzó su larga relación con Diners Club de España, siendo desde 1971 y hasta su jubilación en 1999, el director gerente. 
De 1987 a 2002 fue profesor invitado en el Aula de Proyectos de Energía de la Escuela Técnica Superior de Ingeniería Industrial de Madrid. Asimismo pasó a ser Miembro-colaborador del Comité de Creatividad e Innovación del Instituto de Ingeniería de España.
Fue nombrado Profesor Honorífico, participó en la docencia y dirigió durante ocho años un Seminario científico de Creatividad Social con alumnos de cuarto curso de la Facultad de la Facultad de Ciencias de la Información en la Universidad Complutense.

## Publicaciones
- “Creatividad en la Gestión” Confederación Española de Cajas de Ahorros, 1988. ISBN 84-7580-583-3, 1988.
- “¿Existe la educación?“ en VVAA Creatividad Polivalente, Digest, ISBN 84-362-3686-6, Universidad Nacional de Educación a Distancia (UNED) 1998.[5]
- “Un Periodismo de Superación de Problemas, el paradigma del puente” en VVAA Creatividad Polivalente, Universidad Nacional de Educación a Distancia (UNED) 1998.[5]
- “La palabra creatividad: una palabra tan familiar como maldita” en VVAA Creatividad Polivalente, Universidad Nacional de Educación a Distancia (UNED) 1998.[5]
- “La redefinición de Europa y la tecnología de la creatividad” Revista de Comunicación de la SEECI,  nº 3, marzo. 1999.https://www.seeci.net/revista/index.php/seeci/article/view/260[6]
- 1951, novela periodística, ISBN 979832908-8472 y -7307, 2024.